# Farrell (Familienname)
Farrell ist ein irischer Familienname.

## Namensträger

### A
- Alan Farrell (* 1977), irischer Politiker
- Andy Farrell (* 1975), englischer Rugby-Union-Spieler
- Angela Farrell (Sängerin) (* 1952), irische Sängerin
- Angela Farrell (Seglerin) (* 1981), australische Seglerin

### B
- Bailey Peacock-Farrell (* 1996), nordirischer Fußballtorhüter
- Bill Farrell (Baseballspieler) (William Farrell), US-amerikanischer Baseballspieler
- Bill Farrell (Sänger) (geb. William Fiorelli; 1926–2007), US-amerikanischer Sänger
- Bill Farrell (Bildhauer), US-amerikanischer Bildhauer, Industriedesigner und Hochschullehrer
- Bobby Farrell (Roberto Alfonso Farrell; 1949–2010), niederländischer Tänzer
- Brian Farrell (* 1944), irischer Geistlicher, Titularbischof von Abitinae

### C
- Charles Farrell (Schauspieler, 1900) (1900–1988), irischer Schauspieler
- Charles Farrell (Schauspieler, 1901) (1901–1990), US-amerikanischer Schauspieler
- Chris Farrell (* 1993), irischer Rugby-Union-Spieler
- Colin Farrell (* 1976), irischer Schauspieler

### D
- Damien Farrell (* 1984), antiguanischer Fußballspieler
- Dan Farrell († 2015), US-amerikanischer Fotograf
- Dave Farrell (David Michael Farrell; * 1977), US-amerikanischer Musiker
- David Farrell (Politikwissenschaftler) (* 1960), irischer Politikwissenschaftler
- David Farrell (Fußballspieler, 1969) (* 1969), schottischer Fußballspieler
- David Farrell (Fußballspieler, 1971) (* 1971), englischer Fußballspieler
- Dermot Pius Farrell (* 1954), irischer Geistlicher, Erzbischof von Dublin

### E
- Easton Taylor-Farrell, montserratischer Politiker
- Edelmiro Julián Farrell (1887–1980), argentinischer Offizier und Politiker, Präsident 1944 bis 1946
- Eileen Farrell (1920–2002), US-amerikanische Sängerin (Sopran)

### F
- F. Thomas Farrell (Francis Thomas Farrell; * 1941), US-amerikanischer Mathematiker
- Francis William Farrell (1900–1981), US-amerikanischer Offizier, Generalleutnant der United States Army
- Frank Farrell (Rugbyspieler) (Francis Michael Farrell; 1916–1985), australischer Rugby-League-Spieler und Polizist
- Frank Farrell (1924–2002), italienischer Stuntman und Schauspieler, siehe Franco Fantasia
- Frank Farrell (Musiker) (1947–1997), britischer Musiker, Mitglied von Supertramp
- Frank J. Farrell (1866–1926), US-amerikanischer Baseballmanager
- Franklin Farrell (1908–2003), US-amerikanischer Eishockeytorwart
- Frida Farrell (* 1979), schwedische Schauspielerin, Filmproduzentin und Model

### G
- Gia Farrell (* 1989), US-amerikanische Sängerin
- Glenda Farrell (1904–1971), US-amerikanische Schauspielerin

### H
- Helios Farrell (um 1925–2014), mexikanischer Tischtennisspieler und -funktionär
- Henry Farrell (Fußballspieler) (1902–1980), US-amerikanischer Fußballspieler
- Henry Farrell (Schriftsteller) (eigentlich Charles Henry Myers; 1920–2006), US-amerikanischer Schriftsteller und Drehbuchautor
- Henry Farrell (Politikwissenschaftler) (* 1970), irischer Politikwissenschaftler

### J
- Jacob Farrell (* 2002), australischer Fußballspieler
- James Gordon Farrell (1935–1979), irisch-britischer Schriftsteller
- James T. Farrell (1904–1979), US-amerikanischer Schriftsteller
- Jeff Farrell (* 1937), US-amerikanischer Schwimmer
- Joe Farrell (1937–1986), US-amerikanischer Saxophonist und Flötist
- Joe Farrell (Spezialeffektkünstler), australischer Spezialeffektkünstler
- John Farrell (Bischof) (1820–1873), kanadischer Geistlicher, Bischof von Hamilton
- John Farrell (1902–??), irischer Fußballspieler, siehe Michael John Farrell
- John Farrell (Eisschnellläufer) (John O’Neil Farrell; 1906–1994), US-amerikanischer Eisschnellläufer
- John Farrell (Sportschütze) (John Campbell Farrell; * 1954), neuseeländischer Sportschütze
- John Farrell (Filmeditor) (auch J. P. Farrell), US-amerikanischer Filmeditor und Fernsehproduzent
- Joseph Anthony Farrell (* 1955), US-amerikanischer Altphilologe
- Juan Matías Solá y Farrell (1884–1973), spanischer römisch-katholischer Ordensgeistlicher, Apostolischer Vikar von Bluefields

### K
- Kevin Farrell (* 1947), US-amerikanischer Geistlicher, Bischof von Dallas
- Killian Farrell (* 1994), irischer Dirigent

### L
- Lyon Farrell (* 1998), US-amerikanischer Snowboarder

### M
- M. J. Farrell, Pseudonym von Molly Keane (1904–1996), irische Schriftstellerin
- Madison Farrell (* 1996), US-amerikanische Volleyballspielerin
- Mairéad Farrell (1957–1988), nordirische Terroristin
- Mairéad Farrell (Politikerin) (* 1990), irische Politikerin (Sinn Féin)
- Margaux Farrell (* 1990), französische Schwimmerin
- Mark Farrell (Tennisspieler) (1953–2018), britischer Tennisspieler
- Mark Farrell (Drehbuchautor) (* 1968), kanadischer Drehbuchautor, Produzent und Schauspieler
- Mark Farrell (Politiker) (* 1974), US-amerikanischer Jurist und Politiker, Bürgermeister von San Francisco
- Marty Farrell (1927–2006), US-amerikanischer Drehbuchautor
- Megan Farrell (* 1992), kanadische Snowboarderin
- Michael Farrell (Schriftsteller) (1899–1962), irischer Schriftsteller
- Michael Farrell (Bürgerrechtler) (auch Mike Farrell; * 1944), nordirischer Bürgerrechtler, Autor und Parteifunktionär (PD)
- Michael Farrell (Dichter) (* 1965), australischer Dichter
- Michael Farrell (Badminton), irischer Badmintonspieler
- Michael Farrell (Radsportler), US-amerikanischer Radsportler
- Michael John Farrell (auch John Farrell; 1902–??), irischer Fußballspieler
- Mike Farrell (Leichtathlet) (Michael Arthur Farrell; * 1933), britischer Leichtathlet
- Mike Farrell (Michael Joseph Farrell; * 1939), US-amerikanischer Schauspieler und Produzent
- Mike Farrell (Eishockeyspieler) (Michael William Farrell; * 1978), US-amerikanischer Eishockeyspieler

### N
- Niall Farrell (Pokerspieler) (* 1987), britischer Pokerspieler
- Niall Farrell (Boxer) (* 1997), britischer Boxer
- Nicholas Farrell (* 1955), britischer Schauspieler

### O
- Owen Farrell (* 1991), englischer Rugby-Union-Spieler

### P
- Pat Farrell (Mischa Bättig; * 1977), Schweizer DJ, Produzent und Veranstalter
- Paul Farrell (1893–1975), irischer Schauspieler
- Perry Farrell (Perry Bernstein; * 1959), US-amerikanischer Rockmusiker
- Peter Farrell (Fußballspieler, 1922) (Peter Desmond Farrell; 1922–1999), irischer Fußballspieler und -trainer
- Peter Farrell (Bergsteiger), neuseeländischer Bergsteiger
- Peter Farrell (Fußballspieler, 1957) (Peter John Farrell; * 1957), englischer Fußballspieler und -trainer

### Q
- Quinn Farrell (* 2002), Fußballspieler der Amerikanischen Jungferninseln

### R
- Robert Farrell (Radsportler) (* 1949), Radsportler aus Trinidad und Tobago
- Robert C. Farrell (* 1936), US-amerikanischer Journalist und Politiker
- Robert S. Farrell (um 1906–1947), US-amerikanischer Politiker (Republikanische Partei)
- Robert T. Farrell (1939–2003), US-amerikanischer Archäologe

### S
- Sharon Farrell (Sharon Forsmoe; 1940–2023), US-amerikanische Schauspielerin
- Stephen Farrell (* 1965), britischer Radrennfahrer
- Suzanne Farrell (Roberta Sue Ficker; * 1945), US-amerikanische Tänzerin

### T
- Terry Farrell (Architekt) (* 1938), britischer Architekt
- Terry Farrell (Schauspielerin) (* 1963), US-amerikanische Schauspielerin
- Theo Farrell (* 1967), britischer Militärhistoriker und Politikwissenschaftler
- Thomas Farrell (1827–1900), irischer Bildhauer
- Tom Farrell (Hürdenläufer) (Thomas Stanley Farrell; * 1932), britischer Hürdenläufer
- Tom Farrell (* 1941), US-amerikanischer Mathematiker, siehe F. Thomas Farrell
- Tom Farrell (Mittelstreckenläufer) (Thomas Francis Farrell; * 1944), US-amerikanischer Mittelstreckenläufer
- Tom Farrell (Langstreckenläufer) (Thomas William Farrell; * 1991), britischer Langstreckenläufer

### W
- Warren Farrell (* 1943), US-amerikanischer Autor und Aktivist
- Wes Farrell (Wesley Donald Farrell; 1939–1996), US-amerikanischer Musiker, Songwriter und Musikproduzent
- William Farrell (Architekt) († 1851), irischer Architekt
- William Farrell (Ringer) (Bill Farrell; 1929–2012), US-amerikanischer Ringer, Ringertrainer und Sportartikelmanager
- William Farrell (Wasserspringer) (* 1934), US-amerikanischer Wasserspringer

### Y
- Yvonne Farrell (* 1951), irische Architektin